# Manuel Goded Llopis
Manuel Goded Llopis, španski general, * 15. oktober 1882, † 12. avgust 1936.
Bil je eden prvih generalov, ki se je pridružil Francu v začetku španske državljanske vojne.